# Cleistocactus hyalacanthus

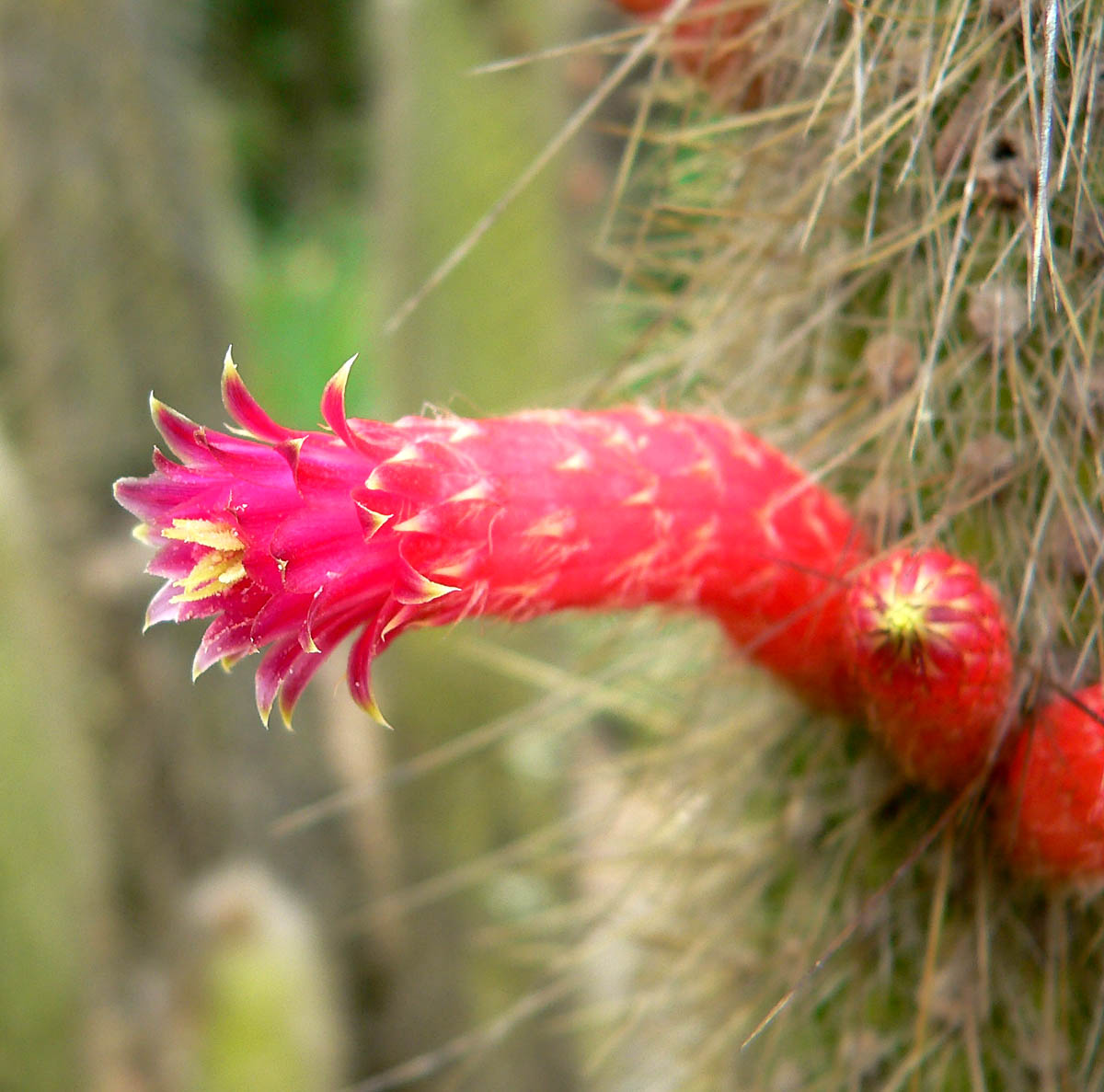
Blüte

Cleistocactus hyalacanthus ist eine Pflanzenart in der Gattung Cleistocactus aus der Familie der Kakteengewächse (Cactaceae). Das Artepitheton hyalacanthus leitet sich von den griechischen Worten hyalos für ‚Glas‘ sowie akanthos für ‚Dorn‘ ab und verweist auf die Bedornung der Art.

## Beschreibung
Cleistocactus hyalacanthus wächst strauchig mit von der Basis verzweigten, aufrechten Trieben, die bei Durchmessern von 4 bis 6 Zentimetern Wuchshöhen von bis zu 1 Meter erreichen. Es sind etwa 20 Rippen vorhanden. Die etwa 3 Mitteldornen sind braun bis gelblich und bis 3 Zentimeter lang. Die 20 bis 30 ungleichen feinen Randdornen sind borstenartig und weißlich.
Die etwas purpurrosafarbenen Blüten sind 3,5 bis 4 Zentimeter lang. Ihre Blütenhüllblätter sind ausgebreitet. Die kugelförmigen, hell grünlichen bis ziegelroten Früchte erreichen Durchmesser von etwa 1 Zentimeter und enthalten ein weißes Fruchtfleisch.

## Verbreitung, Systematik und Gefährdung
Cleistocactus hyalacanthus ist in den argentinischen Provinzen Salta und Jujuy in Höhenlagen von 1500 bis 3500 Metern sowie möglicherweise im Süden von Bolivien verbreitet.
Die Erstbeschreibung als Cereus hyalacanthus erfolgte 1897 durch Karl Moritz Schumann. Robert Roland-Gosselin stellte die Art 1904 in die Gattung Cleistocactus.
In der Roten Liste gefährdeter Arten der IUCN wird die Art als „Least Concern (LC)“, d. h. als nicht gefährdet geführt.

## Nachweise